# Harley Owners Group
Pour les articles homonymes, voir HOG.
Le Harley Owners Group (groupe de propriétaires de Harley-Davidson) ou HOG est un club créé par la firme pour rassembler les propriétaires de motos de la marque.
Chaque concessionnaire possède un chapter, subdivision du Harley Owners Group.
Il existe plus d'un million de membres dans le monde entier. Tout acheteur d'une Harley neuve devient de fait membre du Harley Owners Group pour un an, ensuite il doit payer une cotisation annuelle.
Pour devenir membre d’un chapter, il est obligatoire d’être adhérent au Harley Owners Group.